# Liste der Baudenkmale in Wackerow
In der Liste der Baudenkmale in Wackerow sind alle denkmalgeschützten Bauten der Gemeinde Wackerow (Mecklenburg-Vorpommern) und ihrer Ortsteile aufgelistet. Grundlage ist die Veröffentlichung der Denkmalliste des Landkreises Ostvorpommern mit dem Stand vom 30. Dezember 1996. 

## Baudenkmale nach Ortsteilen

### Jarmshagen
| ID | Lage | Bezeichnung           | Beschreibung | Bild    |
| -- | ---- | --------------------- | --- | ------- |
|    |      | Bauernhaus (Hof Balß) | |         |
|    |      | Kapelle               | Kleiner Fachwerkbau von um 1800 mit westl. Dachreiter am Giebel; Altarschränke von 1644, Gestühlswangen vom 17. Jh. | Kapelle |

## Quelle
- Bericht über die Erstellung der Denkmallisten sowie über die Verwaltungspraxis bei der Benachrichtigung der Eigentümer und Gemeinden sowie über die Handhabung von Änderungswünschen (Stand: Juni 1997; PDF, 934 kB)